# 納羅-福明斯克列車相撞事故
納羅-福明斯克列車相撞事故發生在2014年5月20日的俄羅斯莫斯科州納羅-福明斯克鎮的火車路軌上。

## 事故過程
2014年5月20日莫斯科標準時間中午12時38分（UTC 8時38分），一列貨運列車懷疑在別卡索沃和納羅-福明斯克鎮之間的莫斯科铁路基辅方向接近納拉站的路軌出軌後，攔腰撞上旁邊路軌的一列莫斯科來往摩爾多瓦基希納烏的客運列車。意外導致最少9死51傷，29名傷者以救護車運送到多間醫院分流治療，另外兩名傷者由直升機運送到首都的醫院，死傷者多為客運列車上的摩爾多瓦籍乘客。貨運列車出軌的路段當時正在進行維修工程，而被撞的客運列車上有394名乘客，被撞到的車卡一邊外殼被扯開露出了車廂內部。調查相信一節損壞的路軌是導致出軌的原因。